# Turstin Citel
Turstin Citel ou Citeau, († 1021 ou 1022) est un aventurier normand qui s'illustra comme mercenaire en Italie méridionale dans le premier quart du XIe siècle et dont les exploits sont en grande partie légendaires. 

## Biographie

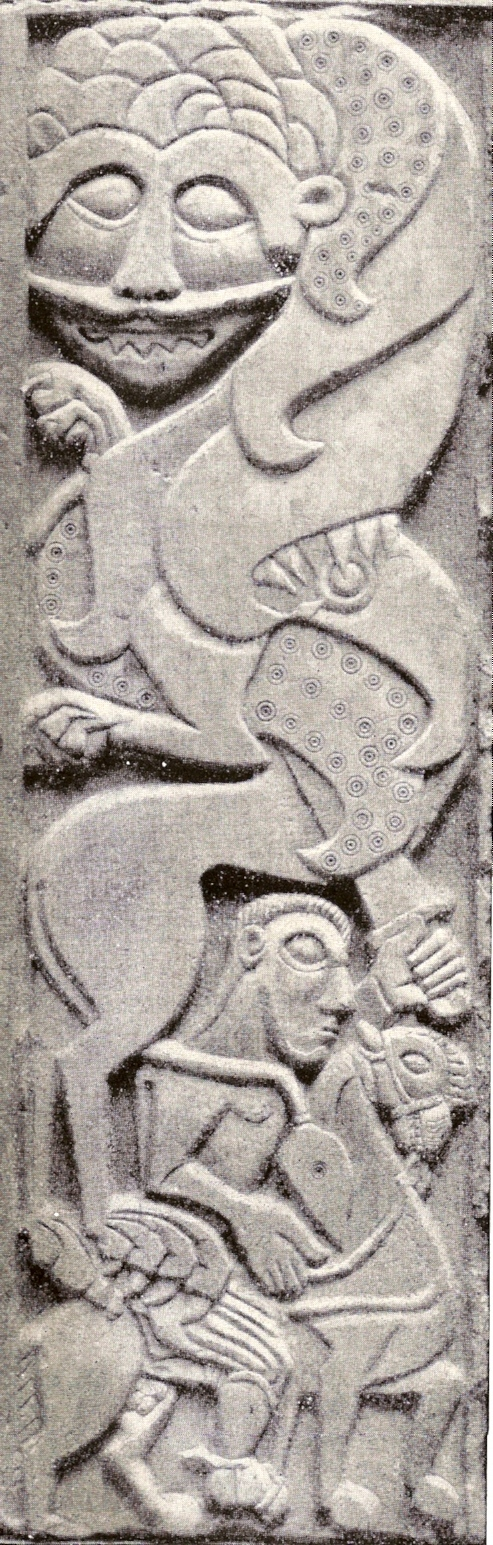
Relief de la cathédrale d'Aversa représentant un chevalier (Turstin Citel ?) affrontant un dragon (XIe s.)

Turstin Citel fut le premier chef normand d'Italie. Si le personnage a bel et bien existé, il est entouré de légendes. Il arrive dans le sud de l'Italie peu après l'an 1015 avec une bande de 23 normands dont Gislebertus, Gosmannus, Stigandus et Ugo Falluca. 
Il est cité par de nombreux auteurs, notamment par l'historien anglo-normand Orderic Vital qui le décrit comme étant en tête des aventuriers normands qui furent les premiers à prendre le chemin du sud de l'Italie autour de l'an 1016 (…Primus Apuliensibus Normannis, dum adhuc ut aduene Waimalchi ducis Salernie stipendiarii erant, prefuit Turstinus cognomento Scitellus uir in multis probitatibus admodum expertus…). Selon le chroniqueur normand Guillaume de Jumièges, Turstin Citel était « un homme d'une force prodigieuse et d'un courage à toute épreuve ». 
En Italie, il se met au service du prince lombard, Guaimar III de Salerne (994–1027), qui doit notamment lutter contre les pirates sarrasins. 
Turstin Citel s'illustra par sa force et son courage, notamment en osant s'affronter à un lion. « Un jour, dit Guillaume de Jumièges, se trouvant à Salerne, il arracha une chèvre de la gueule d'un lion, que l'on nourrissait dans le palais du prince Guaimar ; saisissant ensuite le lion lui-même, qui, furieux de se voir enlever sa proie, s'élançait sur lui, il le jeta par-dessus les murs du palais, comme il aurait fait d'un petit chien. »
Après avoir servi le prince de Salerne, Turstin et ses hommes se retirèrent sur les frontières de la Campanie où ils errèrent pendant quelque temps parmi les collines et les vallées, dressant leurs tentes, tantôt dans un endroit, tantôt dans un autre, et réduits à conquérir à la pointe de l'épée leur subsistance de chaque jour. Les « Italiens », pleins de haine contre lui (à cause des exactions et des pillages des normands ?), et désirant sa mort, le conduisirent en un certain lieu où habitait un énorme dragon, au milieu d'une grande quantité de serpents. Dès qu'ils virent venir la bête, ils se sauvèrent en toute hâte. Turstin, les voyant fuir et ignorant leur projet, demandait avec étonnement à son écuyer pourquoi ils s'étaient sauvés si vite, lorsque tout à coup le dragon, vomissant des flammes s'avança vers lui et porta sa gueule béante sur la tête de son cheval. Turstin, sans s'effrayer brandit son épée, frappa l'animal avec vigueur et le tua, mais, empoisonné par son souffle venimeux, il mourut trois jours plus tard. 
Selon le chroniqueur normand Robert de Torigni (qui le nomme Torstein Sciteaus), Turstin fut tué par le venin du « serpent » qu'il a occis. 
Après sa mort, les aventuriers normands restés en Italie élurent pour chef un certain Rainulf Drengot, fondateur dans la région de Naples du comté d'Aversa (c. 1030), premier établissement normand permanent en Italie.

## Sources
- Aimé du Montcassin, XIe s. - Ystoire De Li Normant, copie du XIVe s.
- Léo d'Ostie, Chronicon Monasterii Casinensis (v. 1075)
- Guillaume de Pouille, De Gesta Roberti Wiscardi, (v. 1100)
- Guillaume de Jumièges, Gesta Normannorum Ducum, (v. 1070)
- Orderic Vital, Gesta Normannorum Ducum, XIIe s.
- Robert de Torigni, Gesta Normannorum Ducum, XIIe s.
- Benoît de Sainte-Maure, Estoire des Ducs de Normandie, (v. 1175)